# Christian Vanneste
Christian Vanneste (Tourcoing, 14 luglio 1947) è un politico e saggista francese, già membro del Raggruppamento per la Repubblica poi dell'Unione per un Movimento Popolare, deputato per la decima circoscrizione del Nord dal 1993 al 1997, poi dal 2002 al 2012. È stato presidente del Raggruppamento per la Francia dal 2012 al 2014 e del think tank La Droite libre dal 2015.

## Biografia

### Primi anni e formazione
Vanneste proviene da una famiglia cattolica e anticomunista. Da giovane si è espresso a favore di una continuazione del dominio francese in Algeria. Ha studiato filosofia alla facoltà di scienze umane dell'Università di Lilla. Durante i disordini studenteschi nel maggio 1968, ha sostenuto il governo del generale de Gaulle e si è unito all'organizzazione giovanile gollista Union des jeunes pour le progrès. Ha poi insegnato filosofia alla business school privata (cattolica) di Tourcoing e ne è stato vicedirettore dal 1976.

### Carriera politica

#### Inizi
Nel 1977 entra a far parte del partito gollista Raggruppamento per la Repubblica (RPR). Dal 1983 al 2008 è stato membro ininterrottamente del Consiglio comunale di Tourcoing e dal 2001 al 2008 del Consiglio comunale di Lille Métropole Communauté Urbaine. Dal 1986 al 2002 ha ricoperto anche un seggio nel Consiglio regionale del Nord-Passo di Calais, a cui ha dovuto rinunciare dopo la sua elezione all'Assemblea nazionale a causa di una legge sui mandati plurimi.

#### All'Assemblea nazionale
Vanneste è stato membro dell'Assemblea nazionale francese dal marzo 1993 all'aprile 1997 e di nuovo dal giugno 2002 al giugno 2012.
Per le elezioni legislative del 2012, l'UMP non ha nominato Vanneste nella 10ª circoscrizione del dipartimento del Nord, ma il suo ex studente ed ex allievo politico Gérald Darmanin. Vanneste è quindi passato al piccolo partito conservatore nazionale Raggruppamento per la Francia (RPF) e ha corso contro Darmanin. Vanneste è stato eliminato con il 13,2% dei voti al primo scrutinio, mentre Darmanin ha vinto le elezioni.

#### Fondazione della Destra Libera
Dal 2012 al 2015 Vanneste è stato presidente dell'RPF, ha successivamente fondato il partito La Droite libre ("La Destra Libera"). Nelle elezioni presidenziali del 2017, ha auspicato l'elezione di Marine Le Pen dal Front national di estrema destra.

## Polemiche
Vanneste è un sostenitore della pena di morte per i terroristi e nell'aprile 2004 è stato cofirmatario di un disegno di legge corrispondente.. Nel novembre 2007, ha presentato una proposta per ridurre i canoni di licenza. Inoltre, sostiene che il "lavoro nell'interesse pubblico" dovrebbe essere pronunciato più fortemente come punizione.
Vaneste ha ripetutamente attirato l'attenzione per le dichiarazioni omofobe nei media francesi. Si è anche opposto all'istituzione della Haute Autorité de lutte contre les discriminas et pour l'égalité (Halde; Autorità per la lotta alla discriminazione e per l'uguaglianza), adottata alla fine del 2004. Nelle interviste all'inizio del 2005 ha affermato che l'omosessualità era "una minaccia per l'esistenza umana" e "moralmente inferiore". Nel 2007 è stato condannato a una multa di 3.000 euro per queste dichiarazioni omofobe. Tuttavia, la sentenza è stata annullata dalla Corte di cassazione francese il 12 novembre 2008. Nel novembre 2009 ha negato alle coppie dello stesso sesso l'idoneità come genitori. Nell'aprile 2010, ha paragonato l'omosessualità alla pedofilia, sostenendo che la distinzione tra i due era "grossolana e ipocrita". Nel 2012, Vanneste ha nuovamente incontrato polemiche dopo aver definito la deportazione dalla Francia degli omosessuali nell'Olocausto come una "famosa leggenda", sebbene riconosca che furono perseguitati in altre parti del Reich. Vanneste potrebbe o meno essere accusato di negazione dell'Olocausto per il commento. Tuttavia ricevette il sostegno di Serge Klarsfeld, il famoso "cacciatore di nazisti" francese. Dominique de Villepin, ex primo ministro francese ha anche ammesso che "per motivi storici", i suoi commenti erano veri.

## Nella finzione
Nel romanzo di Frédéric Deslauriers (2011), Les Deux-Cents jours de Marine Le Pen, dove Marine Le Pen vince le elezioni presidenziali del 2012, Christian Vanneste diventa Primo ministro.
Nel fumetto di François Durpaire e Farid Boudjellal, La Présidente, in cui Marine Le Pen vince le elezioni presidenziali del 2017, Christian Vanneste diventa Segretario di Stato per l'artigianato francese.

## Opere
- M.. au lobby gay !, collana Coups de colère, Paris, Mordicus, 2013,  p. 29, ISBN 978-2-918414-67-4.
- Pour une France libérée, Blois, Tatamis, 2014,  p. 287, ISBN 978-2-917617-93-9.
- L'Identité ou la Mort, Paris, Apopsix, 2018,  p. 260, ISBN 978-2-35979-165-5. (prefazione di Philippe de Villiers)